# Тесто для печенья

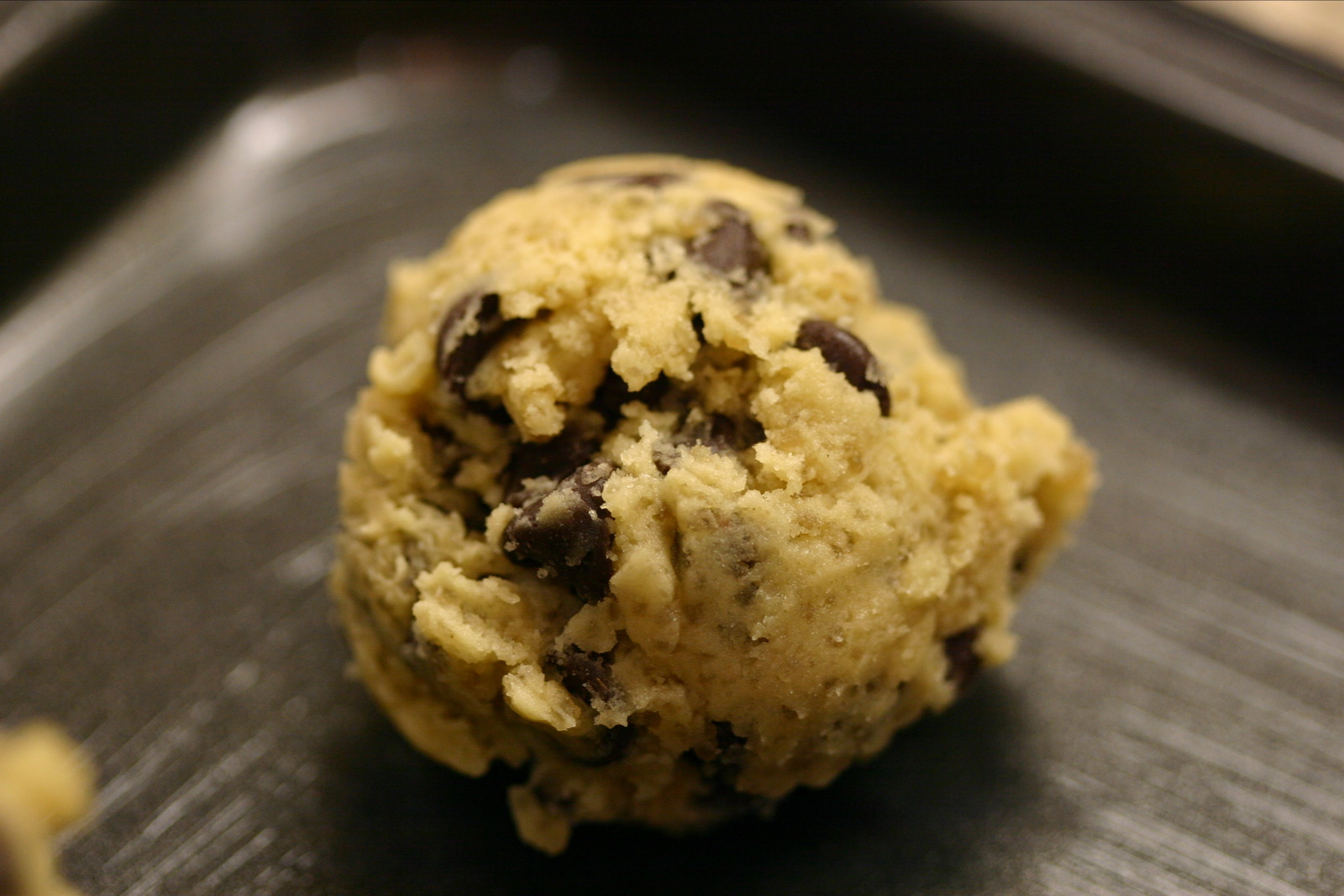
Тесто для печенья с шоколадной крошкой

Тесто для печенья — сырая смесь ингредиентов для печенья. В то время как тесто для печенья обычно предназначено для выпекания отдельных печений перед употреблением, съедобное тесто для печенья готовится таким, как есть, и обычно готовится без яиц, чтобы сделать его более безопасным для употребления человеком.
Тесто для печенья можно приготовить дома или купить готовое в упаковках (замороженные брикеты, ведёрки и т. д.). Десертные продукты, содержащие тесто для печенья, включают мороженое и конфеты. Кроме того, готовое тесто для печенья продаётся с разными вкусами.
При приготовлении в домашних условиях в состав теста обычно входят мука, сливочное масло, сахарная пудра, соль, ванильный экстракт и яйца. Если тесто готовится для выпечки, то добавляются разрыхлители, такие как пищевая сода или пекарский порошок. Однако их часто не добавляют в тесто для печенья, которое едят сырым. Тесто для печенья с шоколадной крошкой — популярный вариант, в который можно добавить шоколадную крошку.

## История
Тесто для печенья появилось в результате приготовления печенья, которое появилось ещё в VII веке в Персии, где его использовали в качестве пробных пирогов. Персия была одной из первых стран, где начали использовать сахар, и вскоре стала известна своими роскошными пирогами и выпечкой. Первое печенье сначала называли пробным пирогом, а не «печеньем», потому что персы выпекали небольшое количество теста для пирога в духовке, чтобы проверить температуру, и оно выглядело как маленький пирог. Концепция печенья распространилась и стала известна во всём мире. Для удобства оно превратилось в бисквит, так как его было легче хранить свежим в течение длительного времени и удобно брать с собой в дорогу.
Печенье появилось в Европе где-то между XVII и XVIII веками, когда выпечка стала популярной. В то время впервые было использовано слово «печенье». Этот термин происходит из голландского языка, где Koekje означает «маленький или крошечный пирожок». Во время последовавшей за этим промышленной революции появилось больше рецептов печенья. Продолжают появляться новые формы и вкусы печенья, в том числе съедобное тесто для печенья. Рут Грейвс Уэйкфилд (Ruth Graves Wakefield) и Сью Брайдс (Sue Brides) владели гостиницей Toll House Inn в Уитмене, штат Массачусетс, где в 1938 году они создали одноимённое шоколадное печенье.
Когда печенье стало более популярным, люди начали печь его дома и пробовали тесто, чтобы убедиться, что оно сладкое. Позже появилась практика есть сырое тесто, хотя это может быть вредно для здоровья.

## Риски для здоровья
Из-за содержания сырых яиц и муки употребление сырого теста для печенья повышает вероятность заражения пищевым отравлением. Управление по санитарному надзору за качеством пищевых продуктов и медикаментов США (FDA) настоятельно не рекомендует употреблять в пищу любые продукты, содержащие сырые яйца или муку, из-за угрозы заражения болезнетворными бактериями, такими как сальмонелла и кишечная палочка. В рецептах печенья вместо яиц можно использовать две столовые ложки молока. Разрыхлитель теста или пищевую соду можно не добавлять. Это гарантирует, что тесто для печенья безопасно для употребления в пищу. Тесто для печенья следует хранить в морозильной камере, но его можно употреблять в пищу, если оно пролежало на открытом воздухе 2—4 часа.
Несколько вспышек были вызваны патогенами, содержащимися в муке. Например, сырая мука оказалась причиной вспышки кишечной палочки в июне 2009 года, когда было отозвано тесто для печенья Nestlé Toll House, расфасованное в упаковки. Более 70 человек заболели, но никто не умер. В 2010 году компания Nestlé перешла на термическую обработку всей муки, используемой для производства теста для печенья. Термическая обработка муки — простой способ уничтожения бактерий. Этот способ заключается в нагревании муки в духовке при температуре 300 °F (149 °C) или в нагревании муки в микроволновой печи до тех пор, пока она не станет горячей.
В 2016 году компания General Mills отозвала муку и смеси для выпечки из-за кишечной палочки в сырой муке. В 2015 году некоторые продукты Blue Bell Ice Cream были отозваны из-за листерий, обнаруженных на предприятии, производящем тесто для шоколадного печенья и других видов печенья с добавками.

## Съедобное тесто для печенья
Тесто для печенья, предназначенное специально для употребления в сыром виде (например, в составе мороженого), готовится либо с пастеризованными яйцами, либо вообще без яиц, с термически обработанной мукой.
Среди компаний, предлагающих съедобное тесто, можно назвать «Nestle Tollhouse Edible Cookie Dough», Dō, Edoughable и The Cookie Dough Café.
В 2010-х годах съедобное тесто для печенья, не содержащее яиц и приготовленное из специально обработанной муки, стало трендом в мире десертов и привело к созданию нескольких компаний. Некоторые кондитерские продают несколько десертов с тестом для печенья в качестве одного из вариантов, в то время как другие занимаются исключительно приготовлением и продажей теста.